# Logistische Verteilung

Dichte- und Verteilungsfunktion der logistischen Verteilung mit den Parametern α=0 und β=0,5.

Dichte- und Verteilungsfunktion der logistischen Verteilung mit den Parametern α = 0 und β = 1,5.

Die logistische Verteilung ist eine stetige Wahrscheinlichkeitsverteilung, die besonders für die analytische Beschreibung von Wachstumsprozessen mit einer Sättigungstendenz verwendet wird.
Sie hat als Grundlage die logistische Funktion
{\displaystyle l(x)={\frac {g}{1+d\cdot e^{-cx}}}}.
Dabei ist {\displaystyle g} die Sättigungsgrenze. Normiert man die logistische Funktion, indem man {\displaystyle g=1} setzt, dann ergibt sich die logistische Verteilung. Gewöhnlich setzt man dann
{\displaystyle e^{\frac {\alpha }{\beta }}=d}
und
{\displaystyle {\frac {1}{\beta }}=c}
ein.

## Definition
Die stetige Zufallsvariable {\displaystyle X} ist dann logistisch verteilt mit den Parametern {\displaystyle \alpha } und {\displaystyle \beta }, {\displaystyle \beta >0}, wenn sie die Wahrscheinlichkeitsdichte
{\displaystyle f(x)={\frac {e^{-{\frac {x-\alpha }{\beta }}}}{\beta \left(1+e^{-{\frac {x-\alpha }{\beta }}}\right)^{2}}}}
und damit die Verteilungsfunktion
{\displaystyle F(x)={\frac {1}{1+e^{-{\frac {x-\alpha }{\beta }}}}}={\frac {e^{\frac {x-\alpha }{\beta }}}{1+e^{\frac {x-\alpha }{\beta }}}}}
besitzt.

## Eigenschaften
Logistische Zufallsvariablen sind unendlich teilbar.

### Symmetrie
Die logistische Verteilung ist symmetrisch um den Erwartungswert {\displaystyle \alpha }, der gleichzeitig der Median der Verteilung ist.

### Erwartungswert
Der Erwartungswert der logistischen Verteilung beträgt
{\displaystyle \operatorname {E} (x)=\alpha }.

### Varianz
Die Varianz beträgt
{\displaystyle \operatorname {Var} (x)={\frac {\beta ^{2}\pi ^{2}}{3}}}.

### Quantile
Zur Berechnung der Quantile kann die inverse Funktion herangezogen werden:
{\displaystyle F^{-1}(p)=\alpha +\beta \ln \left({\frac {p}{1-p}}\right)}.

## Verwendung
Mit der logistischen Verteilung werden in der Statistik zum einen vor allem Verweildauern in Systemen modelliert, etwa die Lebensdauer von elektronischen Geräten. Zum anderen verwendet man die Verteilung für die Schätzung der Anteilswerte einer dichotomen Variablen in der binären Regression, der so genannten Logit-Regression. Häufig wird in der Statistik aber auch die logistische Funktion selbst angewendet, etwa in der nichtlinearen Regression zur Schätzung von Zeitreihen.

## Beispiel
Aufgrund langjähriger Erfahrungen weiß man, dass die Lebensdauer von elektrischen Zahnbürsten logistisch verteilt ist mit dem Erwartungswert 8 Jahre und der Standardabweichung {\displaystyle \sigma =2\ {\text{Jahre}}}. Es sind dann
{\displaystyle \alpha =8} und
{\displaystyle \beta ={\frac {\sigma {\sqrt {3}}}{\pi }}={\frac {2{\sqrt {3}}}{\pi }}\approx 1{,}10.}
Es ist beispielsweise die Wahrscheinlichkeit, dass eine Zahnbürste mehr als zehn Jahre hält,
{\displaystyle {\begin{aligned}P(X>10)&=1-P(X\leq 10)\\&=1-{\frac {1}{1+e^{-{\frac {10-8}{1,1}}}}}\\&=1-0{,}8538\\&=0{,}1462.\end{aligned}}}
Es würden also ca. 15 % aller elektrischen Zahnbürsten mindestens 10 Jahre halten.
Jetzt suchen wir den Zeitpunkt, zu dem 99,95 % aller Zahnbürsten noch intakt sind.
{\displaystyle F^{-1}(0{,}0005)\approx 8-1{,}10\ln {\frac {1-0{,}0005}{0{,}0005}}\approx -0{,}36044.}
Die Antwort ist absurd: ca. 4 Monate vor der Herstellung. In diesem Beispiel wird angenommen, dass die Lebensdauer der Zahnbürsten im weiten Bereich (aber nicht auf ganz {\displaystyle \mathbb {R} }) gut der theoretischen Verteilung (logistischen) entspricht.